# Skunk ape
Ten artykuł dotyczy stworzenia, którego istnienia nie potwierdza współczesna zoologia.
Skunk Ape lub Florida Skunk Ape (z ang. „małpa-skunks”) – zwierzę rzekomo zamieszkujące południową część USA, zwłaszcza bagna Everglades w stanie Floryda. Hominid ten, obiekt zainteresowania kryptozoologii, zawdzięcza swoją nazwę nieprzyjemnemu odorowi, który ma towarzyszyć pojawieniu się zwierzęcia. Według danych agencji federalnej National Park Service skunk ape jest tylko lokalną legendą.

## Opis
Skunk ape ma rzekomo 7 stóp wysokości (ok. 2,1 m), ma być porośnięta rudym futrem. Jej wygląd przypominać ma orangutana lub goryla. Zwierzę ma zamieszkiwać bagna Florydy.

## Fotografie
W 2000 roku, dwie fotografie mające przedstawiać to zwierzę, zostały anonimowo przesłane do siedziby szeryfa we florydzkim mieście Sarasota. Do zdjęć dołączony był list od kobiety, twierdzącej iż udało jej się sfotografować zwierzę chowające się w zaroślach niedaleko jej podwórka. Twierdziła ona, że małpa przez trzy noce wchodziła na jej podwórko po to, aby kraść jabłka zostawione w koszyku na werandzie. Kobieta była przekonana, iż zwierzęciem jest zbiegły z zoo orangutan. Z powodu nocnych wizyt miała wzywać kilkakrotnie policję, ale małpa uciekała przed pojawieniem się funkcjonariuszy. Fotografie dostarczone przez rzekomego świadka stały się znane wśród entuzjastów kryptozoologii jako Myakka skunk ape photos.

## Literatura
- Newton Michael, Encyclopedia of Cryptozoology: A Global Guide, McFarland & Company Inc. 2005, ISBN 0-7864-2036-7, s. 430-431
- Bigfoot!: The True Story of Apes in America (NY: Paraview Pocket-Simon and Schuster, 2003, ISBN 0-7434-6975-5)